# ロンボク戦争
ロンボク戦争（ロンボクせんそう）は、1894年にオランダの蘭印軍がロンボク島とカランガスム王国に侵攻した戦争。オランダ軍の勝利によって両国はオランダ領東インド領となり、植民地支配を受けることとなった。

## 背景

### オランダ・ロンボク同盟
ロンボク島には主にササク人が居住しており、16世紀にはイスラームを受け入れた。
バリ8王国のひとつカランガスム王国から来たバリ人集団が島の西部を支配した。シンガサリ王国系統のマタラム族は島の残りの領域を支配し、1839年までには島全体を支配していた。ロンボクではバリ宮廷文化が豊かに展開していた。
イギリス東インド会社のイギリス商人を通じてG.P.王(G.P. King)は外国との貿易を行っていたが、オランダはイギリスの影響を排除するためにマタラム族と1843年に条約を締結した。マタラム族は1849年のオランダによるバリ征服のためのバリ戦争においてオランダ軍と同盟関係にあった。オランダ・ロンボク（マタラム)連合軍はバリ軍に勝利し、ロンボクのマタラム族はカランガスム王国の支配権を獲得した

### ササク人の反乱

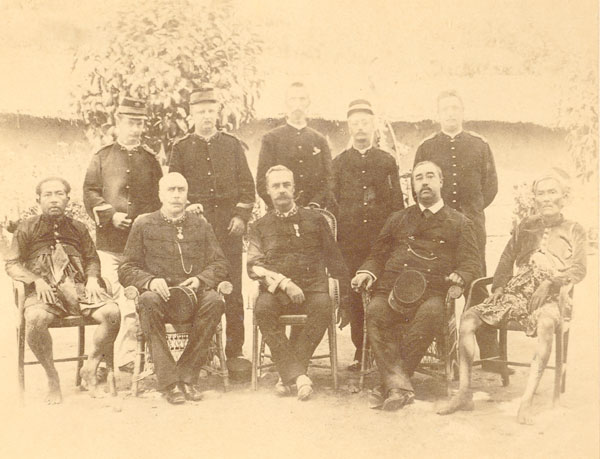
ロンボク駐留オランダ軍将校、1894年: アナック・アグン・ケトゥッ・カランガスム(Anak Agung Ketut Karangasem), P.P.H.ヴァン・ハム少将代理、J.A. ヴェター少将 (司令官)、 民間人のM.C.ダンネンバーグとグスティ・ジェランティク

1891年、ロンボク島東部のムスリムササク人が、アナック・アグン・グデ・ングラ・カランガスム(Anak Agung Gde Ngurah Karangasem)を中心としたロンボク島のバリ系支配層に対して反乱をおこした。
1855年から1871年にかけてマタラム族はバリ島の支配権を得ようとしてクルンクン王国攻撃を準備し、その際にササク人から兵を徴用しようとしたが、これに反発したササク人が反乱をおこしていた(マタラム族はこれを鎮圧)。
1891年8月25日、マタラム王の息子アナック・アグン・ケトゥッ・カランガスムは8000の兵力を反乱勢力セレパラン王国のあるプラヤへ派遣した。9月8日にはさらに3000の兵力を増援した。王国軍が不首尾に終わったため、王は属国のカランガスム王国に1200の精鋭兵の提供を願い出た。戦乱は1894年まで続き、近代戦艦2艦を装備したマタラム軍は反乱勢力地域を制圧し、ササク人の残党を包囲した。

## オランダ軍の介入

### ササク人支援作戦
1894年2月20日、ササク人はオランダ軍に介入と支援を要請、東インド地域での勢力拡大のためのチャンスをうかがっていたオランダ軍はササク人支援を決定、マタラム軍のシンガポールから供給された兵器の輸入経路を破壊しはじめた。
妨害は不首尾に終わったため、オランダ軍はマタラム軍に降伏を促したが、マタラム側はこれを拒絶した。

### マタラム侵攻

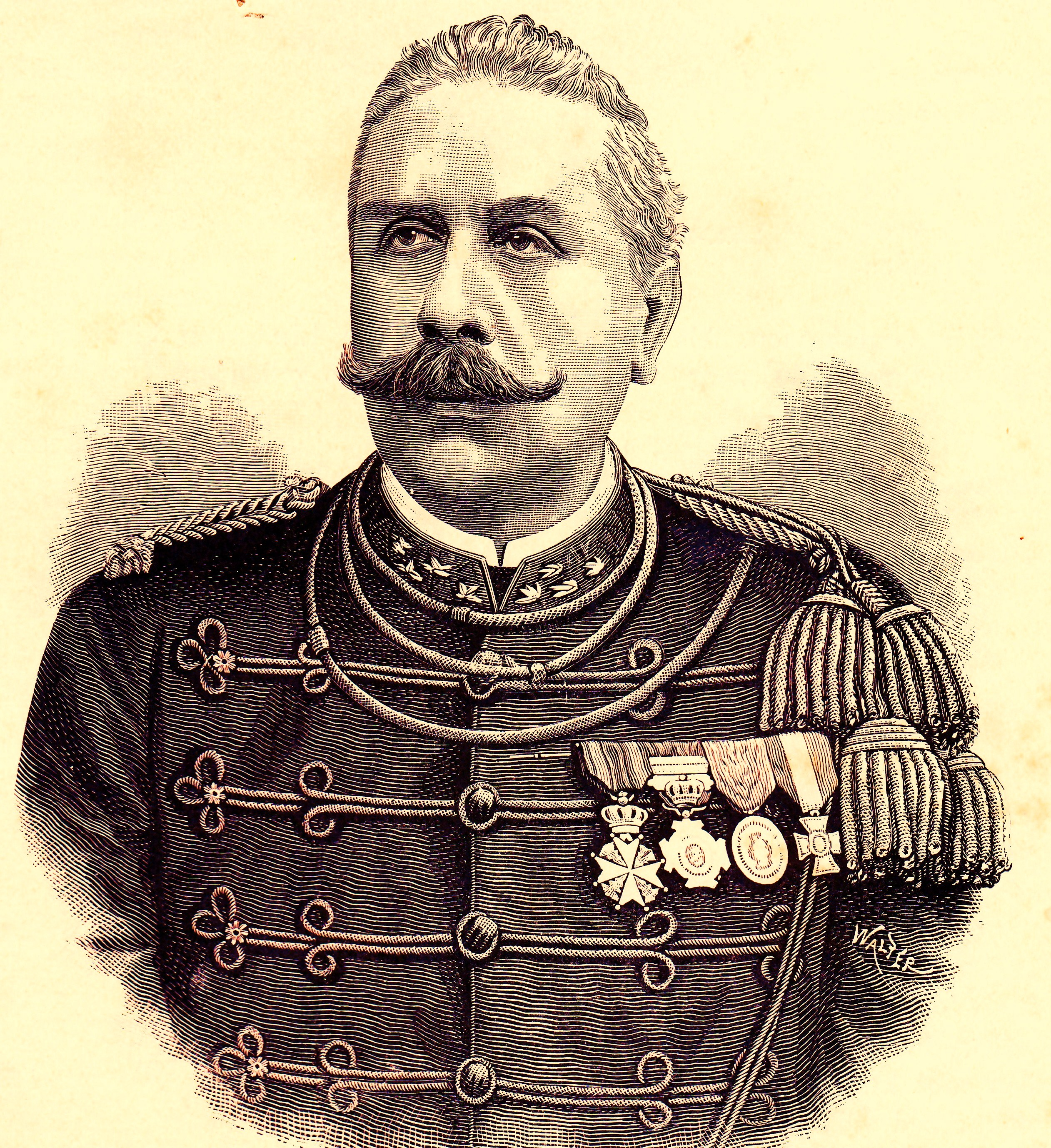
1894年夏の対戦で戦死した第二指揮官P.P.H.ヴァン・ハム少将

1894年7月、オランダ軍はマタラムを倒すために部隊派遣を決定、バタヴィアから三艦の軍艦、将校107人、ヨーロッパ人兵士1320人、現地ジャワ人兵士948人、386頭の馬が派遣された。
1894年夏以降、マタラム軍はオランダ軍への抗戦を決定し、1894年8月25日にはカクラネガラのマユラ宮殿に進駐していたオランダ軍の900の基地を夜襲攻撃し、オランダ軍に500人の人的損失を与えた。これらの攻撃で指揮官P.P.H.ヴァン・ハムも戦死した。オランダ軍は退却し、沿岸地区で塹壕を作り、防備を強化した。

### 後続部隊によるマタラム侵攻

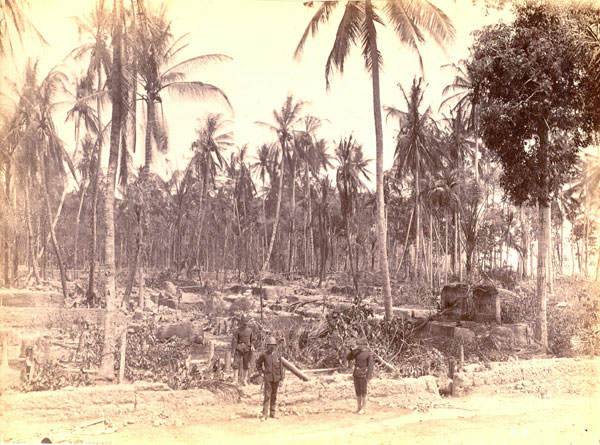
壊滅したカクラネガラ 1894.

オランダ軍はヴェター将軍指揮下の後続部隊を投入し、都市マタラム攻撃を開始し、都市の完全破壊に成功した。
1894年11月8日、オランダ軍は砲兵による砲撃で、カクラネガラのバリ人基地と宮殿を破壊し、2000人のマタラム兵の殺害（および行方不明166人)に成功した。1894年11月末までにはオランダ軍はマタラム基地を殲滅し、マタラム側はププタンという集団自決も含めて数千人の人的損失を被り、マタラムは降伏した。

## 戦後

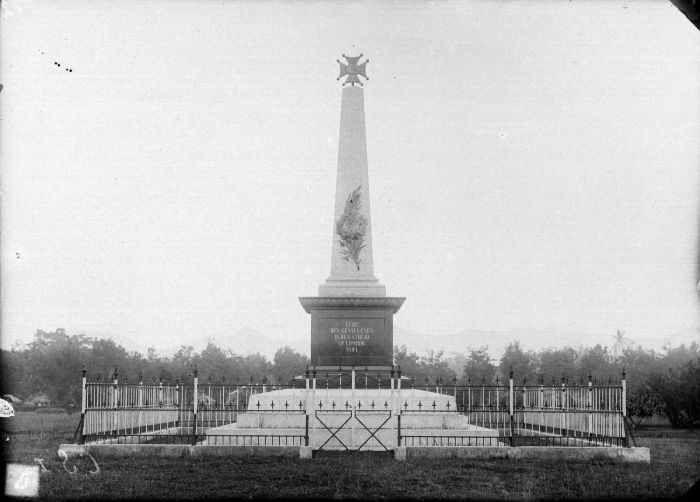
オランダ帝国軍戦勝記念碑1894

こうしてロンボクとカランガスム王国はオランダ領東インド領となり、バリ島当局から統治されるようになった。1894年年末にグスティ・ゲデ・ジェランティクはオランダ人摂政を任命し、この支配は1902年まで続いた。
金塊230キロ、銀と宝石7000キロなどロンボク宮廷の財宝はオランダ軍に接収された。
マタラムの敗北をうけてバンリとギャニャールもオランダ帝国を宗主国として認めたが、バリ島南部はこれを認めず、1906年にオランダ軍によって滅亡させられることになった